# Kuglični ležaj
Kuglični ležaj je vrsta valjnog ležaja, koji je u osnovi namijenjen za prenošenje radijalnih opterećenja, iako neke izvedbe omogućavaju i prijenos aksijalnih opterećenja. Kuglični ležaj ima kao valjna tijela kuglice. Kuglice mogu biti izrađene od nehrđajućeg čelika, kromnog čelika ili keramičnog materijala (silicijev nitrid - Si3N4). Hibridni kuglični ležaj ima kuglice od keramike i tijelo ležaja od čelika.

## Vrste kugličnih ležaja

### Jednostavni kuglični ležajevi
Jednostavni kuglični ležajevi standardizirani su prema ISO 15, DIN 625 i HRN M C3.600. Dopuštaju velike brzine vrtnje, te su primjereni za prenošenje obostranih radijalnih i aksijalnih opterećenja. S obzirom na to da imaju povoljnu cijenu, u praksi su to najčešće korišteni valjni ležajevi. Izrađuju se u jednorednoj ili dvorednoj izvedbi. Jednoredni kuglični ležajevi su kruti, nerastavljivi radijalni ležajevi u kojima su valjna tijela (kuglice) vođena u dubokim utorima u unutarnjem i vanjskom prstenu ležaja. Imaju približno jednaku radijalnu i aksijalnu nosivost, a od svih vrsta ležajeva najprimjereniji su za najviše brzine vrtnje. Dvoredni kuglični ležajevi imaju, u usporedbi s jednorednima, veću radijalnu nosivost, ali dopuštaju nešto manje brzine vrtnje. U zadnje vrijeme se sve manje upotrebljavaju jer su ih u praksi skoro u potpunosti zamijenili dvoredni kuglični ležajevi s kosim dodirom.

### Samopodesivi kuglični ležajevi
Samopodesivi kuglični ležajevi su standardizirani prema ISO 15, DIN 630 i HRN M. C3.68. Imaju kutnu pokretljivost, pa su zato neosjetljivi na kutna odstupanja i savijanje vratila. Optimalna unutarnja konstrukcija osigurava malo trenje valjnih površina, veću nosivost i dugi životni vijek ležaja. Izrađuju se s valjkastim i stožastim provrtom s nagibom 1:12.

### Kuglični ležajevi s kosim dodirom
Kuglični ležajevi s kosim dodirom standardizirani su prema ISO 15, DIN 628 i HRN M.C3.621. Optimalna unutarnja konstrukcija osigurava veliku točnost vrtnje, veliku nosivost u radijalnom i jednom (jednoredni i dvoredni s T-rasporedom) ili oba (dvoredni) aksijalna smjera, velike brzine vrtnje i miran hod. Aksijalna nosivost ležaja raste s kutom dodira između kuglice i prstenova ležaja. Jednoredni kuglični ležajevi s kosim dodirom imaju kut dodira 40°, nerastavljivi su i dopuštaju velike brzine vrtnje. Na raspolaganju su u dvije izvedbe - normalnoj i univerzalnoj. Dok su ležajevi normalne izvedbe primjereni za uležištenja u kojima je za svaki oslonac potreban samo jedan ležaj koji prenosi aksijalno opterećenje samo u jednom smjeru, ležajevi univerzalne izvedbe predviđeni su za uležištenje dvaju ili više ležajeva zajedno u nizu, s proizvoljnim međusobnim rasporedom.

### Aksijalni ili uzdužni kuglični ležajevi
Aksijalni kuglični ležajevi su standardizirani prema ISO 104 (DIN 711) i HRN M.C3.701/705. Mogu prenositi samo aksijalna opterećenja. Izrađeni su kao jednoredni ili dvoredni ležajevi. Prvi prenose aksijalna opterećenja u jednom, a drugi u oba smjera. Jedni i drugi dopuštaju relativno velike brzine vrtnje. Ležajevi su rastavljivi što omogućuje odvojenu ugradnju pojedinih sastavnih dijelova i time lakšu ugradnju.

## Podmazivanje ležajeva
Osovine i vratila imaju oslonce u kliznim ili valjnim ležajevima. Ležaji se podmazuju da bi gubici trenja, a time i zagrijavanje, bili što manji. Pod trenjem se podrazumijeva otpor koji se javlja između površina nalijeganja dvaju tijela i suprotstavlja se međusobnom gibanju bilo klizanjem, bilo kotrljanjem ili valjanjem (trenje gibanja ili kinetičko trenje) ili onemogućuje gibanje (trenje mirovanja ili statičko trenje).
Za ležaje značenje ima samo trenje gibanja. K tome se računa i startno trenje u početku gibanja i trenje zaustavljanja na kraju gibanja. U trenje gibanja spadaju sljedeće vrste trenja:
- Trenje klizanja: kada površine nalijeganja klize jedna po drugoj (klizni ležaj, klizna vodilica kod alatnih strojeva);
- Trenje kotrljanja: kada se dva elastična tijela (na primjer od čelika) kotrljaju jedno po drugom. Zbog elastične deformacije nastaje iz teoretskog točkastog ili linijskog dodira, površinski dodir koji daje klizni udio (valjčići koji se slobodno gibaju između dvije vodilice);
- Trenje valjanja: kada se valjaju dva tijela jedno po drugom, pri čemu je učešće klizanja i kotrljanja određeno unaprijed zakonima gibanja (valjni ležaji, bokovi zupčanika).

Trenje se može podijeliti i na:
- Trenje čvrstih tijela, pri kojem se čvrsta tijela dodiruju neposredno. Na njihovim površinama je oksidacioni sloj ili sloj krutog maziva;
- Suho trenje, ako između dodirnih površina nema oksidacionog sloja, sloja vlage, niti bilo kakvog drugog stranog sloja;
- Tekuće trenje, pri kojem se površine nalijeganja ne dodiruju, a vrhove neravnina njihovih površina razdvaja tanki sloj fluida trenje koje pri tome nastaje uzrokovano je žilavošću (viskozitetom) nosivog međusloja;
- Hidrodinamičko trenje, potrebni pritisak za nošenje stvara se samo gibanjem tijela;
- Hidrostatičko trenje, potrebni pritisak za nošenje stvara se pumpom s posebnim pogonom;

- Mješovito trenje nastaje među površinama nalijeganja ako postoji djelomično trenje čvrstih tijela, a djelomično tekuće trenje. Mješovito trenje nastaje pri suviše sporom gibanju (kod pokretanja i zaustavljanja), suviše visokom opterećenju ili nedovoljnoj količini tekućne, odnosno plina.

### Podmazivanje i maziva
Radi olakšanja klizanja površina nalijeganja, te radi smanjivanja ili čak sprječavanja trošenja, upotrebljavaju se maziva. Ona treba da omreže klizna mjesta, da prianjaju uz materijale, da razdvajaju hrapavošću izazvane međusobne neravnosti površina nalijeganja, da sama imaju nisku unutrašnju žilavost (viskoznost), da ne nagrizaju materijale i da ih štite od korozije, a da po mogućnosti i hlade, prenose tlak, brtve i štite maziva mjesta od nečistoće i vode. Kao maziva dolaze u obzir:
- Tekuća maziva (ulja): ona uglavnom udovoljavaju najbolje zahtijevima i često se s njima može ostvariti hidrodinamičko podmazivanje;
- 'Masti za podmazivanje: to su plastične tvari kod kojih su metalnim sapunima ili materiji za zgušćavanje dodana ulja;
- Mješavine čvrstih maziva s uljima ili mastima: čvrsta maziva u prahu miješaju se s uljima ili mastima. Služe kao tankoslojno mazanje pri poteskoćama uhodavanja;
- Kruta maziva: to su krute tvari u prahu ili u obliku ljusaka, koje dobro prianjaju uz klizne površine i time im poboljšavaju klizna svojstva. Najčešće se upotrebljavaju u spoju s uljima, mastima, umjetnim masama (na primjer grafit ili molibdendisulfid);
- Umjetne mase s kliznim sposobnostima: u obzir dolaze poliamid (PA), poliacetal (POM), politetrafluoretilen (PTFE) i fluoretilen-propilen (PFEP), koji se upotrebljavaju za klizne tračnice, ležajeve, brtvila kod vratila i zupčanike. Osim toga mogu se kruta maziva dodati (pomiješati) umjetnim masama, da bi im se poboljšala klizna svojstva (na primjer grafit ili molibdendisulfid za blazinice od umjetnih masa);
- Suhi tanki mazivi slojevi: to su čvrsta maziva u tankim slojevima (TSF), koja služe kao trajno mazivo, isključujući mogućnost zagađivanja hrane ili tekstila;
- Plinovi: ponekad i zrak služi kao mazivo kliznih ležaja kod malih brzohodnih strojeva

## Nosivost i vijek trajanja ležaja
Potrebna veličina ležaja za određeno ležajno mjesto određuje se na temelju vrste ležaja i njegove nosivosti, prisutnih opterećenja, projektnog vijeka trajanja i pogonske sigurnosti. Kao mjerilo nosivosti ležaja pri njihovom dimenzioniranju upotrebljavaju se dinamička i statička nosivost ležaja. Obje veličine predstavljaju osnovna obilježja ležajeva i nalaze se u odgovarajućim katalozima proizvođača.

### Dinamička nosivost ležaja
Dinamička nosivost je kriterij nosivosti pri odabiru dinamički opterećenih ležajeva, odnosno ležajeva kod kojih je prisutna rotacija pod opterećenjem. Ona se određuje na osnovi vijeka trajanja ležaja. Naime, na stazama valjanja pojavljuju se nakon izvjesnog vremena, ovisno o
visini opterećenja, inicijalne pukotine kao prvi znakovi zamora materijala. Rasipanje vremena do pojave zamora materijala (rasipanje vijeka trajanja) je vrlo veliko i kreće se u rasponu od 1:30 do 1:40, kao i kod ostalih ispitivanja na zamor. Ovo je ponajviše uzrokovano neizbježnim razlikama u promjerima valjnih tijela (mjerna tolerancija), što izaziva nejednoliku raspodjelu pritisaka na njih. Utječe još veličina vanjskog promjera ležaja, kvalitet površinske obrade, promjenjivost vanjskog opterećenja i drugo. 
Utjecaj svih ovih čimbenika nemoguće je računski obuhvatiti. Zato se niti ne može odrediti trajnost pojedinog ležaja, već je ona definirana kao nominalna trajnost temeljem vjerojatnosti dobivene iz rezultata velikog broja pokusa: nominalna trajnost valjnog ležaja je onaj ukupni broj okretaja kojeg dostigne ili premaši 90 % ležaja jedne serije podvrgnutih istim uvjetima pogona. Pojmom pogonske čvrstoće, kaže se: nominalna trajnost valjnog ležaja pri određenom, konstantnom opterećenju, je broj ciklusa kontaktnih naprezanja za vjerojatnost preživljavanja 90 %, iz jednadžbe ove (preuređene) Woehlerove krivulje za vjerojatnost preživljavanja od 90 %.
Dinamička nosivost valjnog ležaja je ono ekvivalentno dinamičko opterećenje pri kojem nominalni vijek trajanja iznosi milijun okretaja. Pri tome se pretpostavlja da je opterećenje konstantno po smjeru i po veličini i da djeluje centralno na ležaj. Kod projektiranja potrebno je, za poznati vijek trajanja, odrediti dinamičku nosivost ležaja, na osnovu koje će se, iz kataloga proizvođača, odabrati odgovarajući ležaj s najmanje tolikom nosivošću. Ako se proračun nosivosti (trajnosti), želi provesti s većom pouzdanošću, npr. 99,9 % umjesto s 90 %, tada se, za poznatu srednju vrijednost i standardnu devijaciju graničnih opterećenja (ako je dostupno npr. iz kataloga proizvođača), uz pomoć tablica jedinične normalne razdiobe, može odrediti zamjenska, u ovom slučaju manja, dinamička nosivost.

### Ekvivalentno dinamičko opterećenje ležaja
U većini slučajeva opterećenja valjnih ležajeva nisu jednaka onima pri kojima su ležajevi ispitivani. Zbog toga je potrebno izračunati ekvivalentno dinamičko opterećenje ležaja. Ono je određeno kao zamišljeno, po veličini i smjeru konstantno, radijalno ili aksijalno opterećenje koje ima jednak utjecaj na životni vijek ležaja kao i opterećenje koje stvarno djeluje. Za radijalne ležajeve koji prenose samo radijalno opterećenje i za aksijalne ležajeve koji prenose samo aksijalno opterećenje, ekvivalentno dinamičko opterećenje ležaja jednako je stvarnom (radijalnom ili aksijalnom) opterećenju.